# Georges Beauchemin
Georges Beauchemin (* 17. Juni 1891 in Nicolet; † 25. Februar 1957 in Montreal) war ein kanadischer Sänger.

## Leben und Wirken
Beauchemin war Tierarzt und arbeitete für die staatliche Verwaltung von 1922 bis 1924 in Winnipeg, dann in Montreal. Dort trat er gelegentlich, am Klavier von seiner Frau begleitet, als Sänger im Rundfunk auf. Daraufhin bekam er Angebote von Plattenfirmen und nahm 1926 zwei Songs für Starr auf, danach wechselte er zu His Master’s Voice, wo er von 1928 bis 1932 45 Songs aufnahm. Sein Repertoire bestand aus populären französischen Songs und französischen Versionen amerikanischer Hits, hinzu kamen einige Stücke von Roméo Beaudry und zwei Originalsongs von Henry Deyglun und Fred Carbonneau. Populär wurden Jeannine au temps des lilas, Y'a des loups und Un coin de ciel bleu. Nach seinem Umzug nach Quebec 1936 widmete sich Beauchemin ganz seiner beruflichen Tätigkeit und gab seine musikalische Laufbahn auf.